# 신태중
신태중(1955년 6월 27일~)은 대한민국의 전 야구 선수다.

## 해태 타이거즈 시절
1982년 입단해 선발과 불펜을 오가며 등판했으나 전체적으로 부진했다.

## 삼미 / 청보 시절
트레이드를 통해 1983 시즌 종료 후 입단했다. 1984년에는 선발과 계투를 오가다가, 1985년 팀의 마무리를 맡아 4세이브를 올렸다. 1986년 10경기 출전을 끝으로 은퇴했다.

## 기록
- 1982년: 9경기 1승 2패 ERA 7.52
- 1983년: 1경기 1패 ERA 40.50
- 1984년: 14경기 1승 6패 1세이브 ERA 6.89
- 1985년: 34경기 3승 4패 4세이브 ERA 4.77
- 1986년: 10경기 ERA 4.74

## 출신 학교
- 전남고등학교
- 고려대학교